# Siluriformes
Los siluriformes, conocidos comúnmente como peces gato, bagres o siluros, son un orden de peces actinopterigios que comprende 33 familias, unos 400 géneros y más de 3093 especies, 1200 de las cuales viven en América. Dos familias, Ariidae y Plotosidae, son principalmente marinas, el resto viven en agua dulce. La mayor parte de los bagres son carroñeros nocturnos y viven cerca del fondo, en aguas poco profundas. 

## Morfología

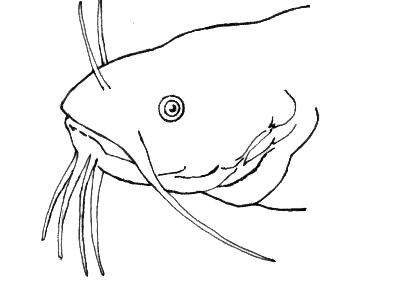
Bigotes de un pez gato.

Los característicos tentáculos o barbillas del pez, que se extienden a cada lado de la mandíbula superior y, en algunas especies, también de la mandíbula inferior, semejantes a los bigotes de un gato, explican el nombre de «pez gato» (esta designación en español es una traducción reciente del nombre inglés catfish). Las aletas dorsales y pectorales están provistas a menudo de espinas puntiagudas, algunas veces venenosas, que se utilizan como defensa y que pueden ocasionar heridas graves. Algunos miembros de distintas familias de bagres de América están cubiertos de placas óseas embutidas bajo la piel lisa. Estos bagres presentan dos pares de barbillas, unas muy largas y otras muy cortas; sus dientes son menudos y numerosos. Algunos géneros del Pacífico agrupan a especies representativas como el cuatete, el bagre o gato marino y el bagre de gavia.
El bagre más común fue introducido en Europa proveniente de América, y ha prosperado sobre todo en Europa central. Una especie europea, el siluro o glano, es el bagre más grande: hay datos sobre algún ejemplar que ha alcanzado los 290 kg de peso y los 4 m de largo.

## Ecología

### Distribución y hábitat
Las especies existentes de siluro viven en aguas continentales o costeras de todos los continentes excepto la Antártida. El siluro ha habitado todos los continentes en algún momento. Su mayor diversidad se encuentra en las zonas tropicales de Sudamérica, Asia y África, con una familia nativa de Norteamérica y otra de Europa. Más de la mitad de las especies de siluro viven en América. Son los únicos ostariofios que se han introducido en hábitats de agua dulce en Madagascar, Australia y Nueva Guinea.
Se encuentran en entornos de agua dulce, aunque la mayoría habita en aguas corrientes poco profundas. Los representantes de al menos ocho familias son hipogeos (viven bajo tierra), con tres familias que también son troglobias (habitan en cuevas). Una de estas especies es Phreatobius cisternarum, que vive bajo tierra en hábitats freáticos. Numerosas especies de las familias Ariidae y Plotosidae, y unas pocas especies de Aspredinidae y Bagridae, se encuentran en agua salada.
En el sur de Estados Unidos, las especies de siluro pueden ser conocidas por una variedad de nombres de argot, como "mud cat", "polliwogs" o "chuckleheads". Estos apodos no están estandarizados, por lo que una zona puede llamar a un siluro bullhead con el apodo de "chucklehead", mientras que en otro estado o región, ese apodo se refiere al siluro azul.

### Introducción como especies invasoras
Se han introducido representantes del género Ictalurus en aguas europeas con la esperanza de obtener un recurso deportivo y alimentario, pero la población europea de siluros americanos no ha alcanzado las dimensiones de estos peces en sus aguas nativas, y no han hecho sino aumentar la presión ecológica sobre la fauna autóctona europea. El siluro caminador también se ha introducido en las zonas de agua dulce de Florida, donde se ha convertido en una importante plaga exótica. El siluro de cabeza plana, Pylodictis olivaris, también es una plaga norteamericana en los desagües de la vertiente atlántica. Las especies de Pterygoplichthys, liberadas por acuariófilos, también han establecido poblaciones asilvestradas en muchas aguas cálidas de todo el mundo.

## Biología
El bagre eléctrico del río Nilo y del centro de África tropical es capaz de producir descargas eléctricas. Otro bagre singular es el pez gato caminante, que es originario del sureste de Asia. Durante la estación seca 'pasea' por los terrenos inundados en la estación lluviosa, combinando un movimiento de deslizamiento con fuertes sacudidas de la cola. Además, introduce en el interior de la tierra una poderosa espina de cada aleta pectoral a modo de pértiga que propulsa al pez adelante. Es capaz de respirar por medio de una modificación del arco branquial, que forma una cámara de aire.

## Clasificación científica
Los bagres constituyen el orden Siluriformes. Es un grupo monofilético; esto está apoyado por la evidencia molecular.
Los Siluriformes pertenecen a un superorden llamado el ostariofisos (caracterizado por el aparato weberiano), el que también incluye a los Cypriniformes, Characiformes, Gonorynchiformes y Gymnotiformes. Los Siluriformes son el orden hermano de los Gymnotiformes. habiéndose descrito alrededor de 3093 especies. Esto hace que los Silurifomes constituyan el segundo o tercer orden más biodiverso de vertebrados; de hecho 1 de cada 20 especies de vertebrados es un siluriforme.
Poseen una amplia distribución y su tamaño es muy variado, incluyendo desde especies de 1 centímetro hasta algunos de los peces dulceacuícolas más grandes del mundo (Silurus glanis, Zungaro sp., Pseudoplatystoma sp., Pangasianodon gigas). En general son peces bentónicos, con cuerpo alargado, deprimido dorsoventralmente, carentes de escamas o recubiertos por placas.
Se cree que el bagre tiene un origen gondwánico centrado principalmente en América del Sur, ya que los grupos de bagre vivos más básicos se conocen allí. El bagre más antiguo conocido del registro fósil, Afrocascudo, es un bagre acorazado que vivió durante la era Cenomanianense del Cretácico superior en el norte de África (Grupo Kem Kem, lecho de estratos). La presencia de un loricárido derivado tan tempranamente sugiere que el bagre, o al menos los loricáridos, ya habían experimentado una amplia diversificación antes del comienzo del Cretácico Superior. Como los loricáridos existentes sólo se conocen en América del Sur, gran parte de esta diversificación debe haber ocurrido en el supercontinente de Gondwana Occidental antes de su fragmentación en América del Sur y África.

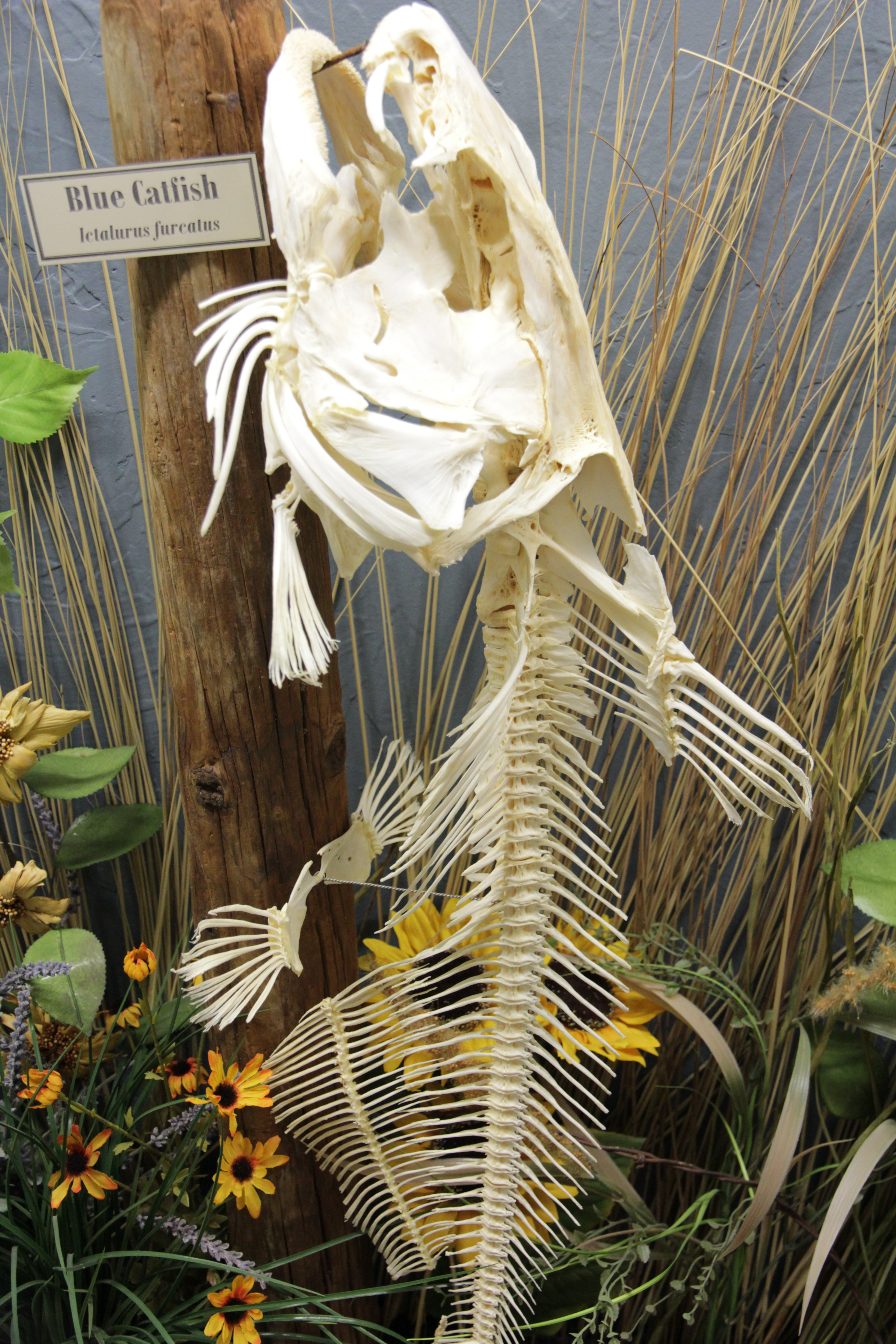
Esqueleto de bagre azul (Ictalurus furcatus) en exhibición en el Museo de Osteología de Oklahoma, EE. UU.

Los conocimentos sobre la taxonomía del bagre está cambiando rápidamente. En un artículo de 2007 y 2008, Horabagrus, Phreatobius y Conorhynchos no fueron clasificados en ninguna familia actual de bagre. Hay desacuerdo sobre la situación familiar de ciertos grupos; por ejemplo, Nelson (2006) enumera Auchenoglanididae y Heteropneustidae como familias separadas, mientras que el All Catfish Species Inventory (ACSI, Inventario de todas las Especies de Bagre) los incluye en otras familias. FishBase y el Integrated Taxonomic Information System (Sistema Integrado de Información Taxonómica) enumeran a Parakysidae como una familia separada, mientras que Nelson (2006) y ACSI incluyen este grupo en Akysidae. Muchas fuentes no incluyen la familia Anchariidae recientemente revisada. Algunos autores no muestran a la familia Horabagridae, que incluye Horabagrus, Pseudeutropius y Platytropius, pero otros la presentan como un grupo verdadero. Por tanto, el número real de familias difiere entre autores. El recuento de especies está en constante cambio debido al trabajo taxonómico y a la descripción de nuevas especies. Entre 2003 y 2005, se nombraron más de cien especies, un ritmo tres veces más rápido que el del siglo pasado. En junio de 2005, los investigadores nombraron a la nueva familia de bagres, Lacantuniidae, sólo la tercera nueva familia de peces distinguida en los últimos setenta años, las otras fueron el celacanto (Coelacanthimorpha) en 1938 y el tiburón de boca ancha (Megachasma pelagios) en 1983. La nueva especie de Lacantuniidae, Lacantunia enigmatica, fue encontrado en el río Lacantún en el estado mexicano de Chiapas.
La filogenia de alto nivel de Siluriformes ha pasado por varios cambios recientes, principalmente debido a estudios filogenéticos moleculares. Si bien la mayoría de los estudios, tanto morfológicos como moleculares, coinciden en que los bagres se organizan en tres linajes principales, la relación entre estos linajes ha sido un punto polémico en el que estos estudios, realizados por ejemplo por Rui Diogo, difieren. Los tres linajes principales de Siluriformes son la familia Diplomystidae, el suborden de bagre denticulado Loricarioidei (que contiene los bagres neotropicales "boca de chupa") y el suborden Siluroidei, que contiene las familias restantes del orden. Según los datos morfológicos, generalmente se considera que Diplomystidae es el linaje de bagre ramificado más antiguo y el grupo hermano de los otros dos linajes, Loricarioidei y Siluroidei. La evidencia molecular generalmente contrasta con esta hipótesis y muestra el suborden Loricarioidei como el linaje de bagre ramificado más antiguo, y hermano de un clado que incluye Diplomystidae y Siluroidei; esta filogenia se ha obtenido en numerosos estudios basados en datos genéticos. Sin embargo, se ha sugerido que estos resultados moleculares son errores como resultado de la atracción de ramas largas, lo que coloca incorrectamente a Loricarioidei como el linaje de bagre con ramificaciones más tempranas. Cuando se utilizó un método de filtrado de datos para reducir la heterogeneidad de la tasa de linaje (la posible fuente de sesgo) en su conjunto de datos, se recuperó una filogenia final que mostró que los Diplomystidae son los bagres de ramificación más temprana, seguidos por Loricarioidei y Siluroidei como linajes hermanos. , proporcionando apoyo tanto morfológico como molecular para que Diplomystidae sea el primer bagre ramificado.
Lacantuniidae está incluida en el esquema de Sullivan basándose en evidencia reciente que la ubica como hermana de Claroteidae.